# استوارت تینی
استوارت تینی (انگلیسی: Stuart Tinney؛ زادهٔ ۷ دسامبر ۱۹۶۴) یک سوارکار اهل استرالیا است.
از افتخارات وی میتوان به کسب مدال طلا اونتینگ تیمی در بازی‌های المپیک تابستانی ۲۰۰۰ و مدال برنز اونتینگ تیمی در بازی‌های المپیک تابستانی ۲۰۱۶ اشاره کرد.